# Faściszowa
Faściszowa – wieś w Polsce położona w województwie małopolskim, w powiecie tarnowskim, w gminie Zakliczyn.
Przez wieś przebiega DW 980 z Jurkowa do Biecza.
W latach 1975–1998 miejscowość administracyjnie należała do województwa tarnowskiego.

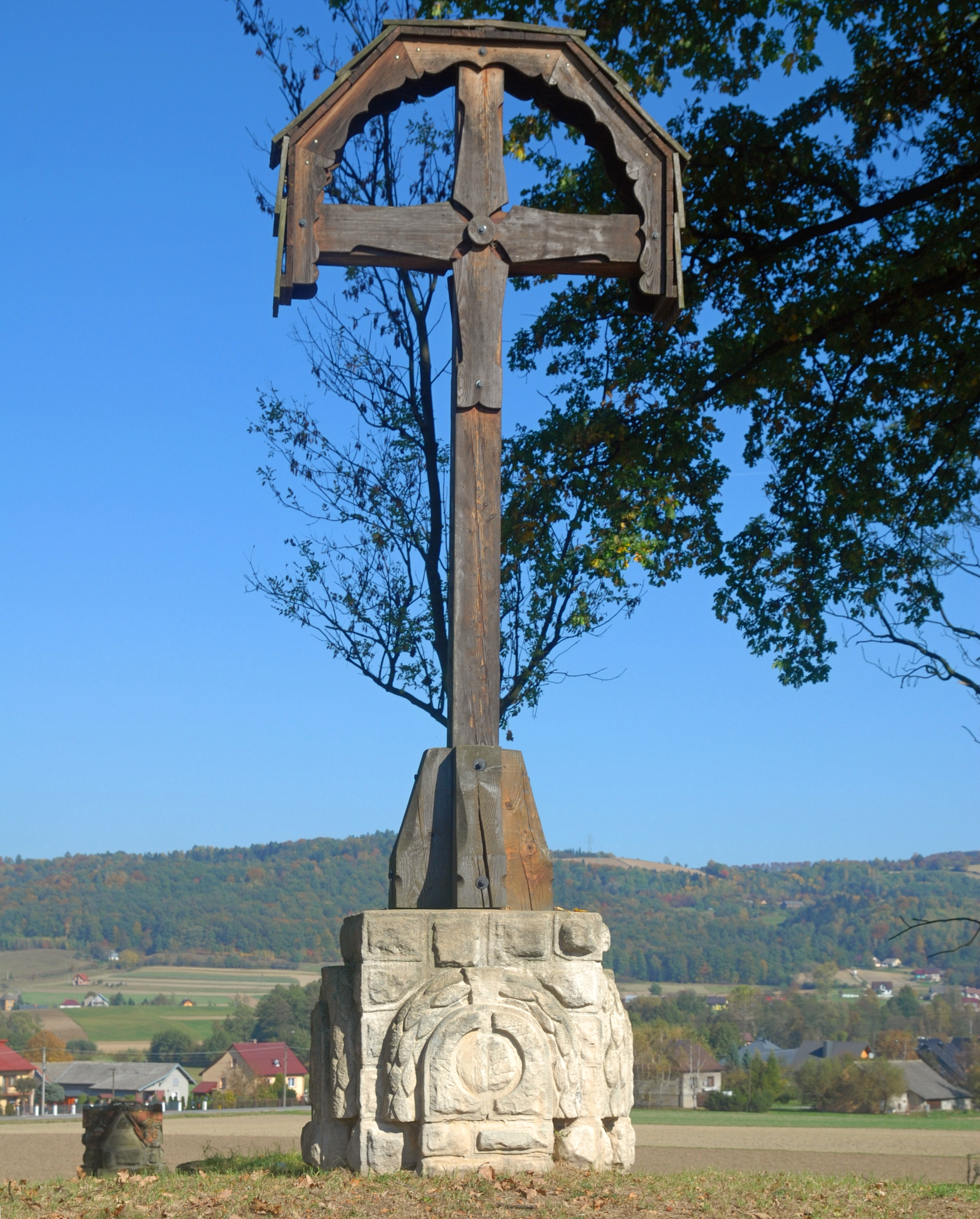
Zabytkowy Cmentarz wojenny nr 292

## Ludzie związani z Faściszową
- Jan Boczek – entomolog-akarolog,
- Tadeusz Tabaczyński – poseł na Sejm RP urodzony w Faściszowej.